# Jim Holton
Pour les articles homonymes, voir Holton.
James Alan Holton est un footballeur écossais, né le 11 avril 1951 à Lesmahagow et mort le 4 octobre 1993.
Formé au Celtic Glasgow, il commence sa carrière à West Bromwich Albion, mais il y reste trois saisons sans jouer un match en équipe première. Après s'être imposé à Shrewsbury Town, il est transféré à Manchester United où il remporte le championnat de deuxième division. Après une pige d'un an aux États-Unis dans le club de Miami Toros, il signe à Sunderland puis à Coventry City où il doit mettre fin à sa carrière à 30 ans à cause de blessures récurrentes. 
Avec l'équipe d’Écosse, il prend part à la coupe du monde 1974 où son équipe termine invaincue après une victoire contre le Zaïre et deux matchs nuls, contre le Brésil et la Yougoslavie. Malgré cela, les Écossais sont éliminés à la différence de buts. 
Victime d'une crise cardiaque au volant de sa voiture, il meurt à l'âge de 42 ans.